# Ålfotfjorden
Ålfoten (også kaldt Ålfotefjorden) er arm af Nordfjord i Bremanger kommune i Vestland fylke i Norge. Fjorden er 8,5 kilometer lang, og går i sydvestlig retning fra indløbet mellem Hjeltneset og Gjegnalunden, forbi gårdene Askevika, Vik, Myklebust og Sigdestad, Ålfoten og ind til gården Førde. Nord for Hjeltneset ligger Isefjorden, mens Hundvikfjorden fortsætter mod øst. Ved Svinevika smalner fjorden ind og danner Førdspollen, som er den inderste del af fjorden.
I fjordbunden ligger gården Førde og Åskåra kraftværk. 
Rigsvej 614 går på nordsiden af fjorden. Ålfotbræen ligger noget længere mod syd.